# Belka và Strelka

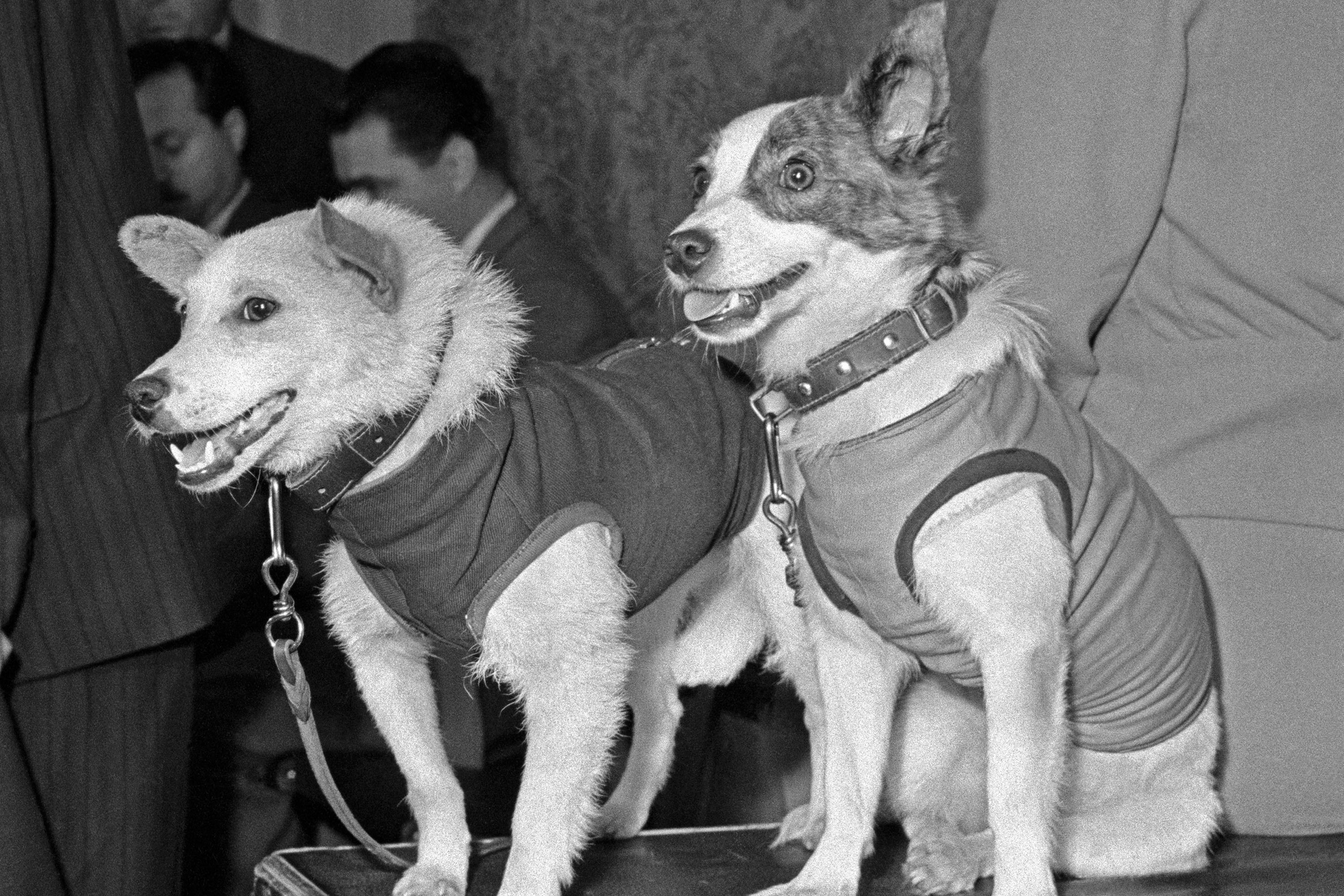
1960

Belka và Strelka (tên Tiếng Nga Белка, Стрелка) - là hai chú chó của Liên Xô, là những sinh vật đầu tiên sống sót trở về Trái Đất sau khi bay vào vũ trụ vào năm 1960. Trước đó, vào năm 1957 chú chó Laika của Liên Xô cũng được đưa vào quỹ đạo bằng tàu Sputnik 2, nhưng rất tiếc con tàu đã không được thiết kế cơ cấu chống cháy và hạ cánh để thu hồi về Trái Đất, vì thế Laika đã được dự định trước sẽ chết trên chuyến bay. Chuyến bay được thực hiện trên tàu vũ trụ "Sputnik-5" vào ngày 19 tháng 8 năm 1960, chuyến bay kéo dài hơn 25 giờ, trong thời gian đó tàu đã thực hiện 17 vòng hoàn chỉnh quay Trái Đất.
Mục đích chính của việc phóng tàu vũ trụ thứ 2 này là để nghiên cứu những ảnh hưởng của các yếu tố trong không gian lên cơ thể động vật và các đối tượng sinh học khác, nghiên cứu về tác động của bức xạ vũ trụ trên cơ thể động vật và thực vật, trạng thái cơ thể của chúng trên chuyến bay, về sự an toàn và trở về Trái Đất an toàn. Cũng như việc thực hiện một số thí nghiệm y sinh học và những khảo sát khoa học về không gian vũ trụ.
Belka và Strelka là những chú chó dự bị của Chaica và Lixichka, mà đã chết trong vụ tai nạn của một chiếc tàu tương tự khi nó khởi hành thất bại ngày 28 tháng 7 năm 1960 (tên lửa đẩy của chiếc tàu này bị hỏng bộ phận bên hông của tầng đầu tiên, và sau đó phát nổ)

## Tàu Sputnik 5

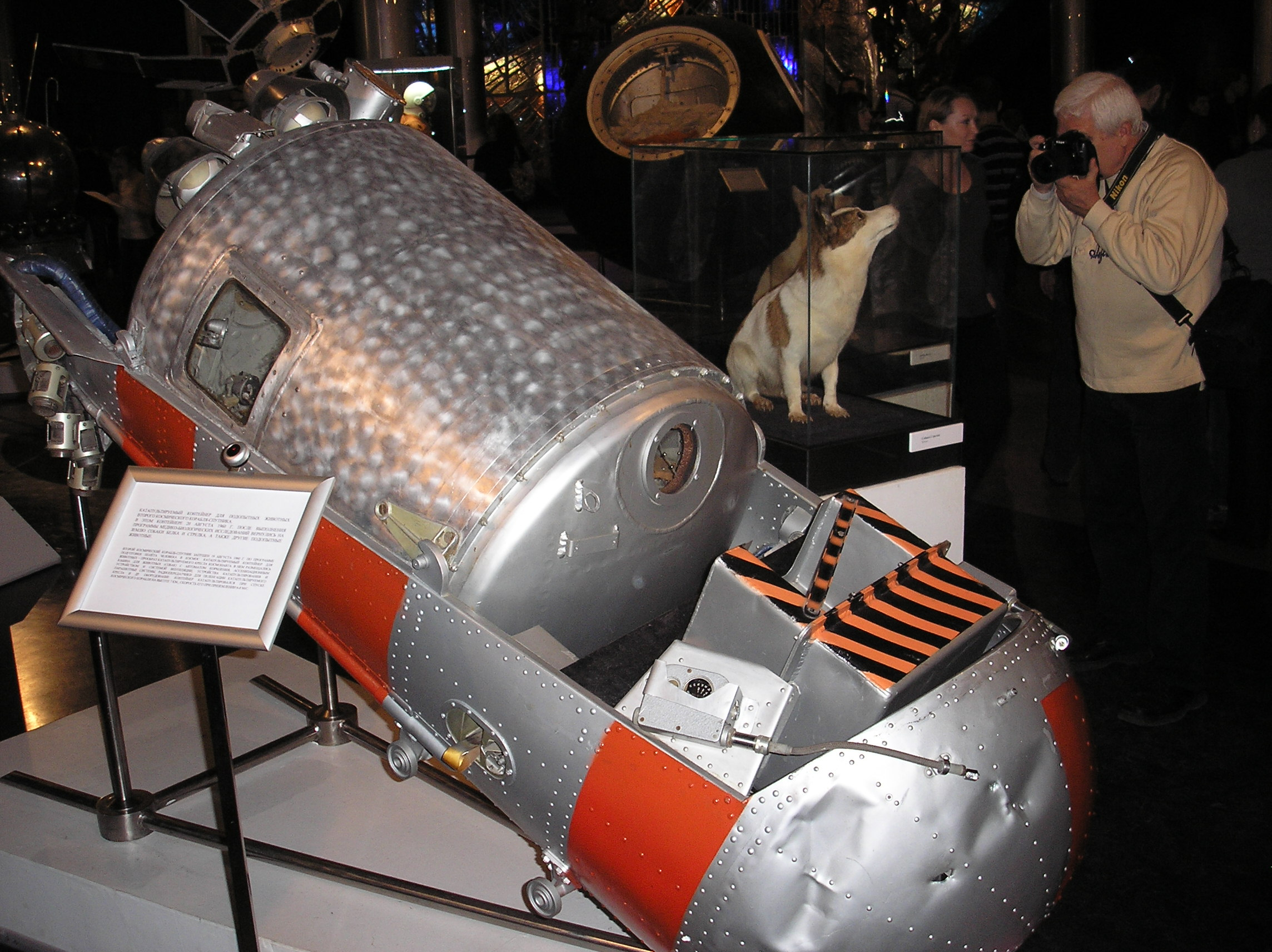
Khoang của Belka và Strelka tại bảo tàng vũ trụ

"Sputnik-5" - chiếc tàu thứ năm của loại tàu "Sputnik", khởi hành ngày 19 tháng 8 năm 1960 từ sân bay vũ trụ Baikonur. Để giải quyết các vấn đề khoa học kỹ thuật phát sinh trong khi chế tạo con tàu, đã có sự góp mặt của các tổ chức khoa học và kỹ thuật trong cả nước.
Tàu bao gồm hai phần - cabin và khoang máy. Trong cabin có đặt thức ăn và các thiết bị bảo đảm cho sinh hoạt của sinh vật (hệ thống tự động cung cấp thức ăn cho Belka và Strelka hai lần mỗi ngày), các thiết bị cho các thí nghiệm sinh học và nghiên cứu khoa học (ví dụ như các thiết bị đo bức xạ...), các thiết bị về thông số kỹ thuật (vận tốc, gia tốc, nhiệt độ, tiếng ồn, vv), hệ thống truyền dữ liệu về Trái Đất. Ngoài chó, trên tàu còn có 12 con chuột, côn trùng, thực vật, nấm, hạt ngô, lúa mì, đậu Hà Lan, hành tây, một số loại vi trùng và các đối tượng sinh học khác. Trọng lượng tàu không có tên lửa đẩy là 4600 kg.

## Chuyến bay
Chuyến bay chính thức khởi hành lúc 11 giờ 44 phút theo giờ Moccow ngày 19/08/1960. 
Các thông số về tình trạng cơ thể của hai chú chó (như nhịp tim, nhịp thở, nhiệt độ cơ thể) được theo dõi sát sao. Theo đó, các bác sĩ nhận định, sau lúc căng thẳng khi tàu cất cánh, Belka và Strelka đã khá bình tĩnh. Hệ thống cung cấp thức ăn hoạt động bình thường. Và đặc biệt, khi vào môi trường không trọng lượng thì hệ tuần hoàn của hai chú chó bị ảnh hưởng không đáng kể. Nhiệt độ cơ thể của chúng không thay đổi trong suốt thời gian bay. Tuy nhiên sau vòng thứ tư quanh Trái Đất, Belka vì lý do nào đó đã rất mất bình tĩnh, nó cố gắng muốn thoát khỏi đây và sủa.
Sau khi thực hiện 17 vòng chung quanh Trái Đất, vào lúc 13 giờ 32 phút theo giờ GMT tàu bắt đầu hạ cánh, và sau một khoảng thời gian sau tàu đã tiếp đất an toàn tại một vị trí (thuộc khu vực tam giác Orsk Kustanai-Amangeldi) cách vị trí tính toán 10 km. Ngay sau đó, các chuyên gia nhìn Belka và Strelka từ xa trong tình tạm ổn. Con tàu đã hạ cánh từ quỹ đạo an toàn. Một đội cứu nạn được thành lập trong đó có cả các chuyên gia huấn luyện của Belka và Strelka, để kiểm tra tình trạng sức khỏe của hai chú chó.

## Ý nghĩa
Chuyến bay thành công của Belka và Strelka vào vũ trụ đã có vai trò hết sức quan trọng trong việc đưa con người lên vũ trụ. Nó đã khẳng định rằng, con người hoàn toàn có thể bay vào vũ trụ. Một năm sau đó, Liên Xô đã phóng thành công tàu vũ trụ Phương Đông, đưa nhà du hành Yuri Alekseievich Gagarin vào không gian vũ trụ. Trong chuyến bay của Belka và Strelka, các nhà khoa học đã thu thập được những dữ liệu quan trọng về sự tác động của không gian vũ trụ lên hệ thống sinh lý, sinh hóa, di truyền và tế bào học của động vật (bao gồm cả động vật có vú) và thực vật.

## Phản ứng của thế giới
Tin tức về chuyến bay thành công của Belka và Strelka không gian ngay lập tức lan truyền khắp thế giới. Ngày hôm sau, sau khi trở về từ không gian, hai chú chó đã trở thành nhân vật chính trong cuộc họp báo tại TACC.
Sau đó Belka và Strelka được viết vào sách, quay nhiều phim tài liệu và phim hoạt hình, ban hành tem bưu chính kỷ niệm với hình ảnh của chúng.

## Sau chuyến bay

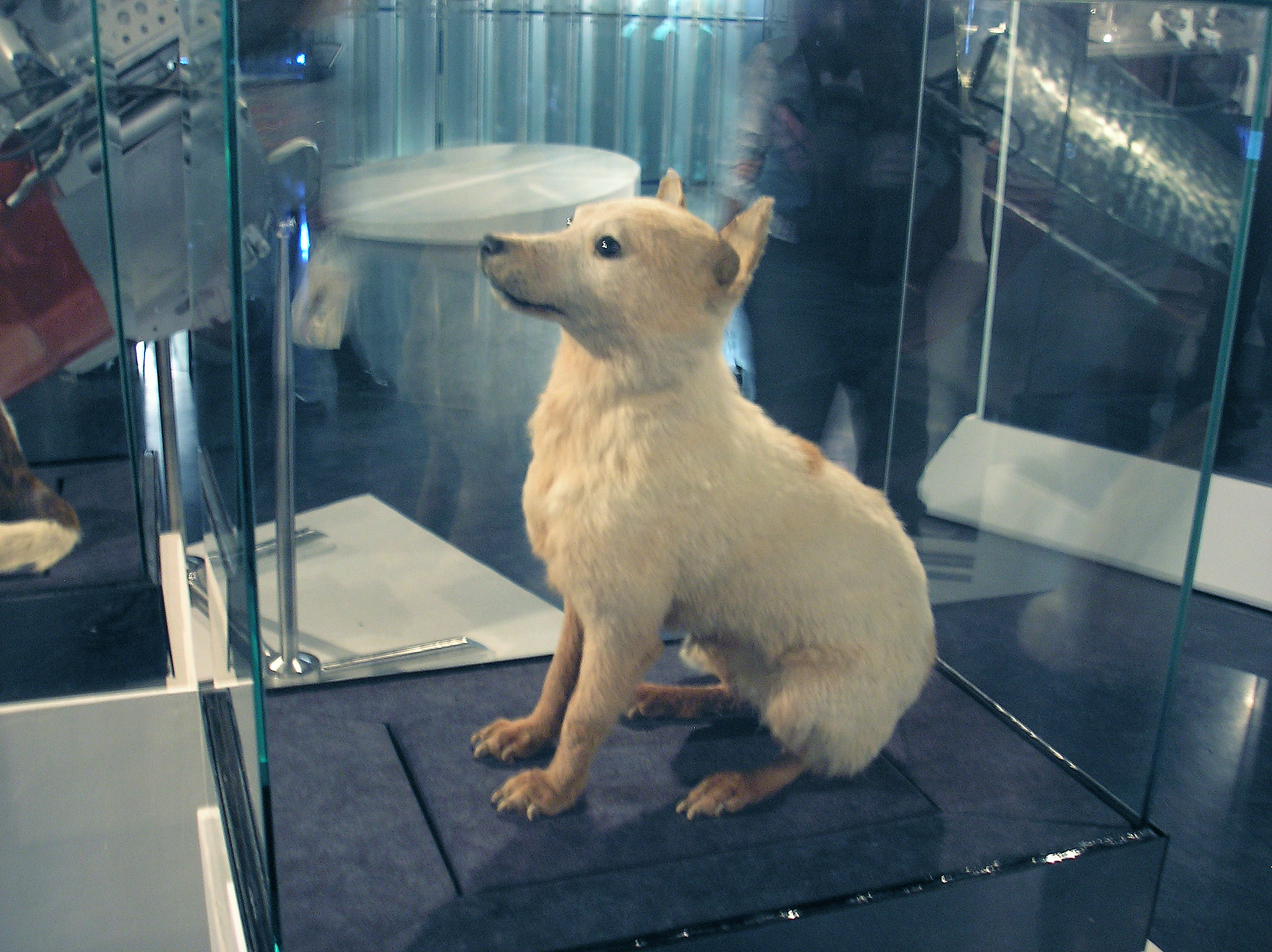
Hình nộm Belka trong bảo tàng

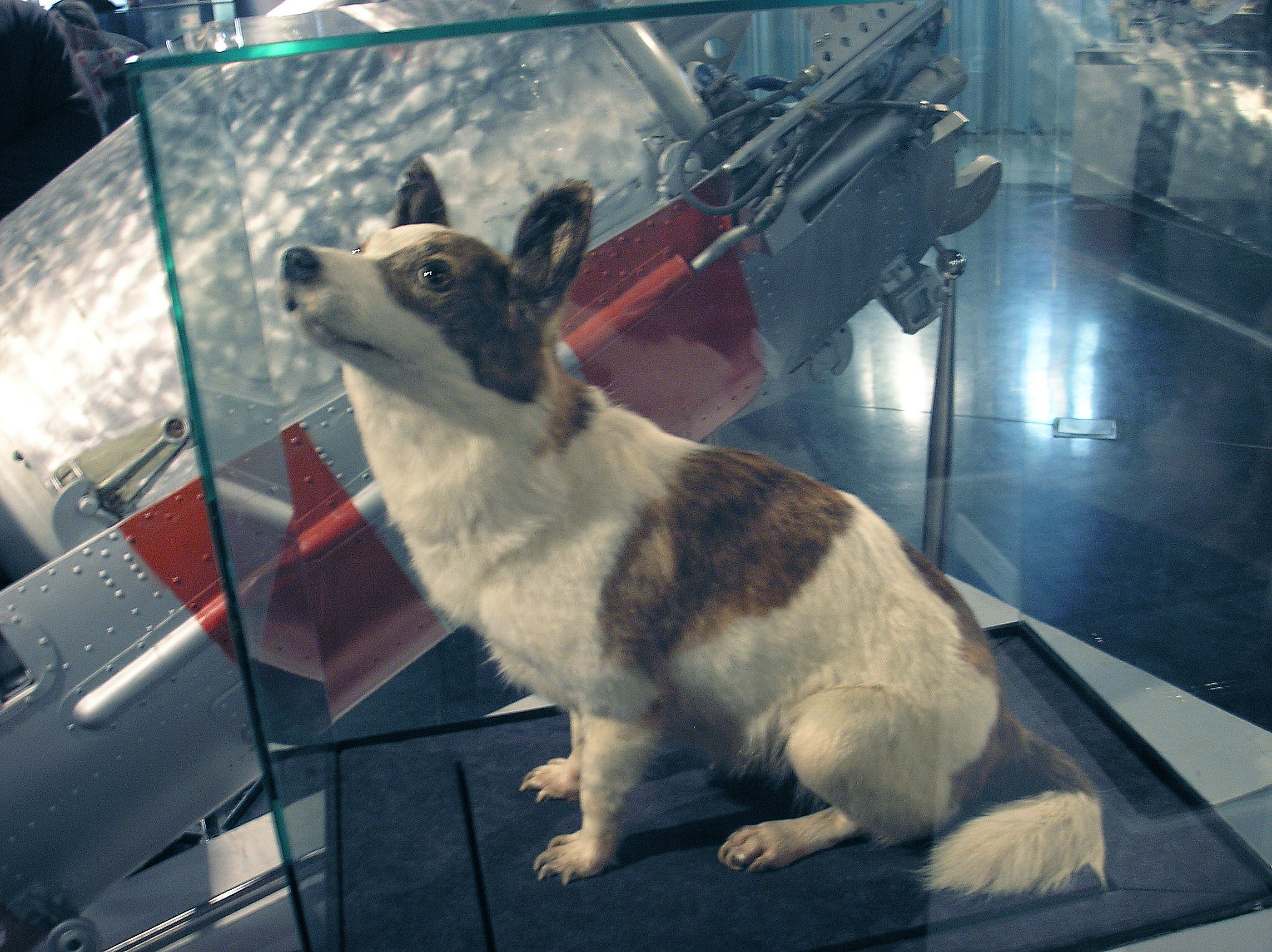
Hình nộm Strelka trong bảo tàng

Sau chuyến bay, Belka và Strelka được nuôi dưỡng tại Viện Y học hàng không vũ trụ. Một vài tháng sau "cặp vợ chồng" này đã sinh ra 6 chú chó con. Lãnh đạo Liên Xô Nikita Khrushchev sau đó đã chọn một con đẹp nhât để tặng cho phu nhân tổng thống Mỹ John F. Kennedy. Belka và Strelka sống rất thọ và sau đó chết một cách tự nhiên. Hiện nay những bức tượng nhồi bông của Belka và Strelka được trưng bày tại bảo tàng vũ trụ tại Moccow.